# Tension pincée
 (mars 2021).
Si vous disposez d'ouvrages ou d'articles de référence ou si vous connaissez des sites web de qualité traitant du thème abordé ici, merci de compléter l'article en donnant les références utiles à sa vérifiabilité et en les liant à la section « Notes et références ».
La tension pincée est le reflet d’une hypovolémie ou d’une défaillance cardiaque.
La pression artérielle moyenne (PAM) peut être normale, mais la pression pulsée (PP) est « pincée » lorsque le patient est hypovolémique. Lors du remplissage (test d’expansion volémique) d'un patient hypovolémique, la PP va augmenter selon le remplissage.